# Гамар
Гамар (норв. Hamar) — місто на південному сході Норвегії. Адміністративний центр комуни Гамар у фюльке Іннланнет, раніше — адміністративний центр колишнього фюльке Гедмарк.

## Географія
Гамар розташований на східному березі озера М'єса (найбільше озеро в Норвегії).

## Історія
Сучасний Гамар відбудували після 1848 року, він отримав права міста а 1849 році. Під час німецького вторгнення до Норвегії в часи Другої світової війни (квітень 1940 р.), у сусідньому містечку Ельверумі розташовувалися норвезький парламент і король Норвегії, коли уряд залишив столицю Осло.

## Релігія
Католицьку єпархію в Гамарі заснував у 1152 році Миколай Брейкспір, папський легат до Скандинавії, який пізніше став єдиним англійським папою Адріаном IV.
Залишилися руїни від кафедрального собору та єпископського палацу, знищених під час руйнації міста шведами в 1567 році.

## Демографія
Населення (2007 оцінка) комуни: 27,9 тис. жителів.

## Економіка
Промисловість міста включає важкомашинобудівну, будівельну та шкіряну галузі. Навколишні сільськогосподарські угіддя — серед найродючіших у Норвегії.

## Визначні місця міста
- Музей Гедмарка, збудований на місці старого ринкового міста;
- районні архіви Гедмарка та Оппланна;
- лютеранський кафедральний собор, освячений у 1866 р.;
- римо-католицька церква Святого Торфінна;
- неподалік від міста розташований Норвезький залізничний музей.

## Люди
- Святий Торфінн, середньовічний єпископ Гамара (пом. 1285)

## Галерея

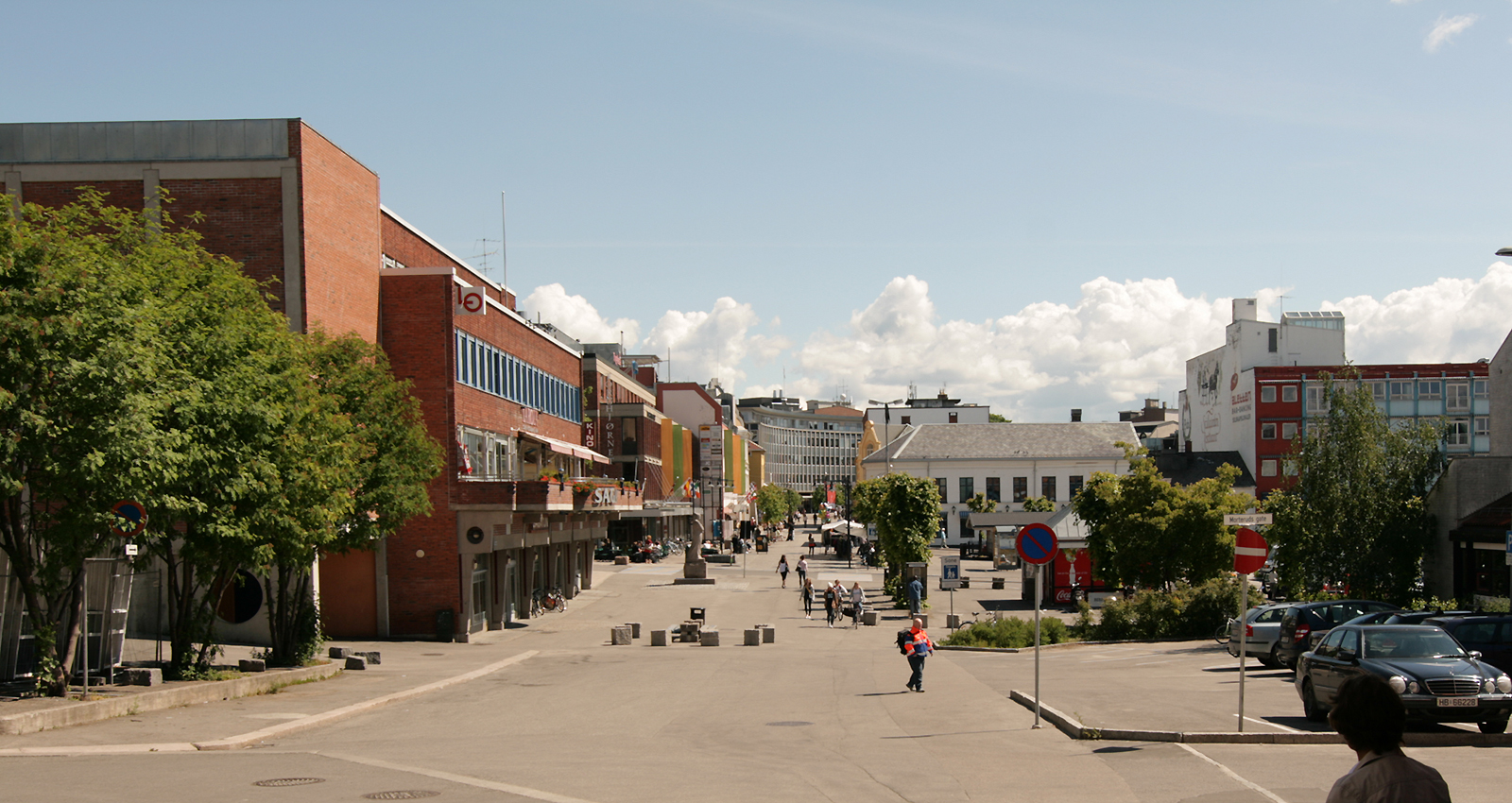
Вулиця Торггата в Гамарі